# Brustgeschirr
Ein Brustgeschirr oder einfach nur Geschirr ist ein Zubehör für Hunde und andere kleine Haus- und Nutztiere (Katzen, Frettchen, Kaninchen, Ratten). 

## Verwendungsmöglichkeiten
Ein Brustgeschirr kann zum Führen, Halten und Heben eines Tieres verwendet werden. Es gibt verschiedene Einsatzmöglichkeiten:
- Alltagsgeschirre zum Führen des Tieres an einer Leine
- Arbeitsgeschirre für Tiere im Training oder Einsatz
- Hebegeschirre zur Mobilitätsunterstützung oder Tragehilfe

Besonders für Hunde gibt es verschiedene Arten von Brustgeschirren, die für den jeweiligen Verwendungszweck optimiert sind:
- Auto-Sicherheitsgeschirr als Sicherungseinrichtung im PKW[1]
- Arbeitsgeschirre für Blindenhunde und sonstige Assistenzhunde[2]
- Rettungshundegeschirre verschiedener Formen für verschiedene Arbeiten der Rettungshunde

- Suchgeschirr oder Fährtengeschirr für die Fährtenarbeit
- Hetzgeschirr für den Schutzdienst

- Jagdgeschirr für Jagdhunde bei der Jagd
- Schlittenhunden wird ein spezielles Zuggeschirr angelegt, das die Zugleistung der Tiere mit Hilfe des Brustgurts optimiert und den Tieren das Atmen erleichtert.
- Zuggeschirre für den Einsatz mit einem Hundewagen
- Hebegeschirr für ältere oder verletzte Hunde

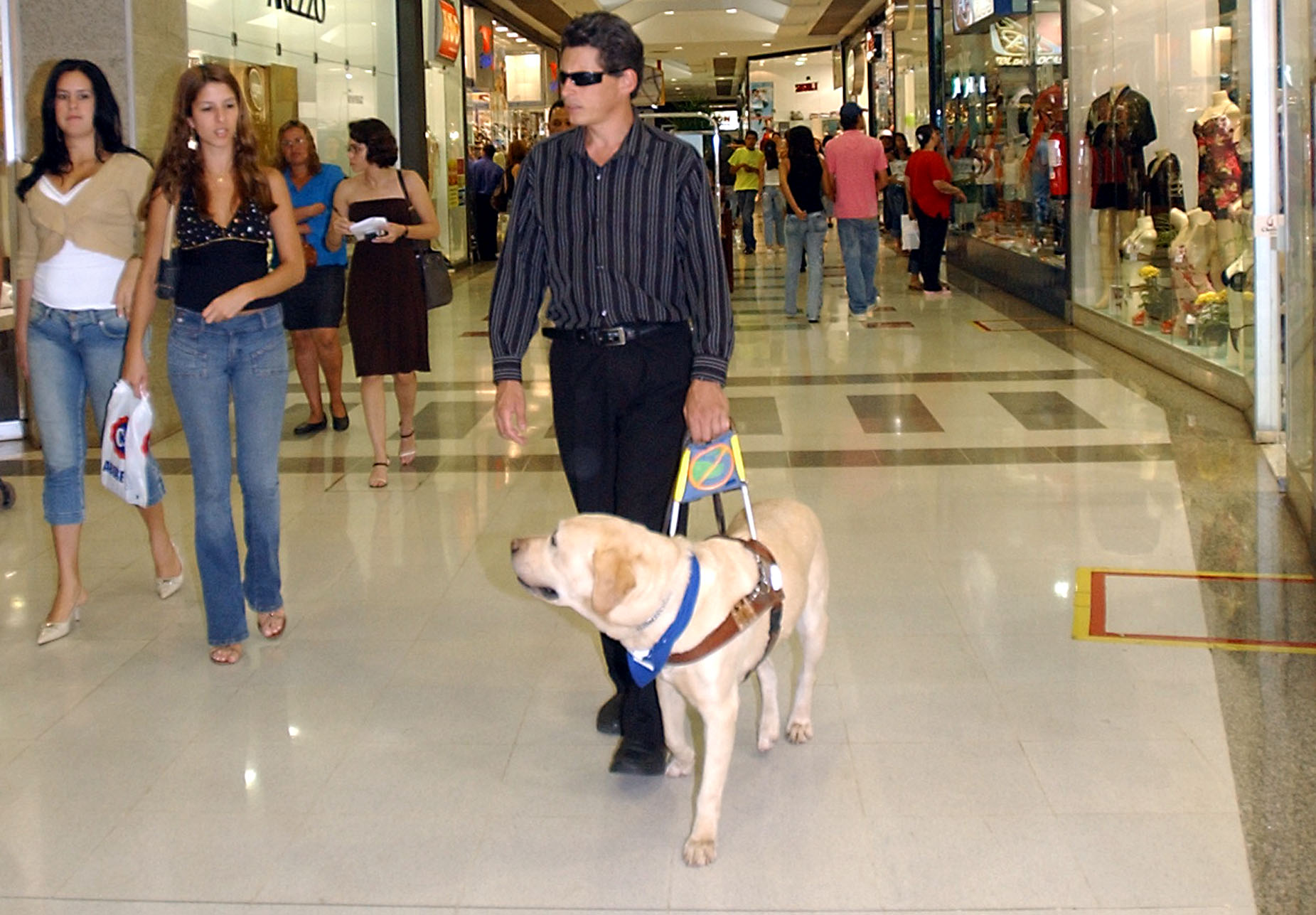
Blindenhund mit Führgeschirr
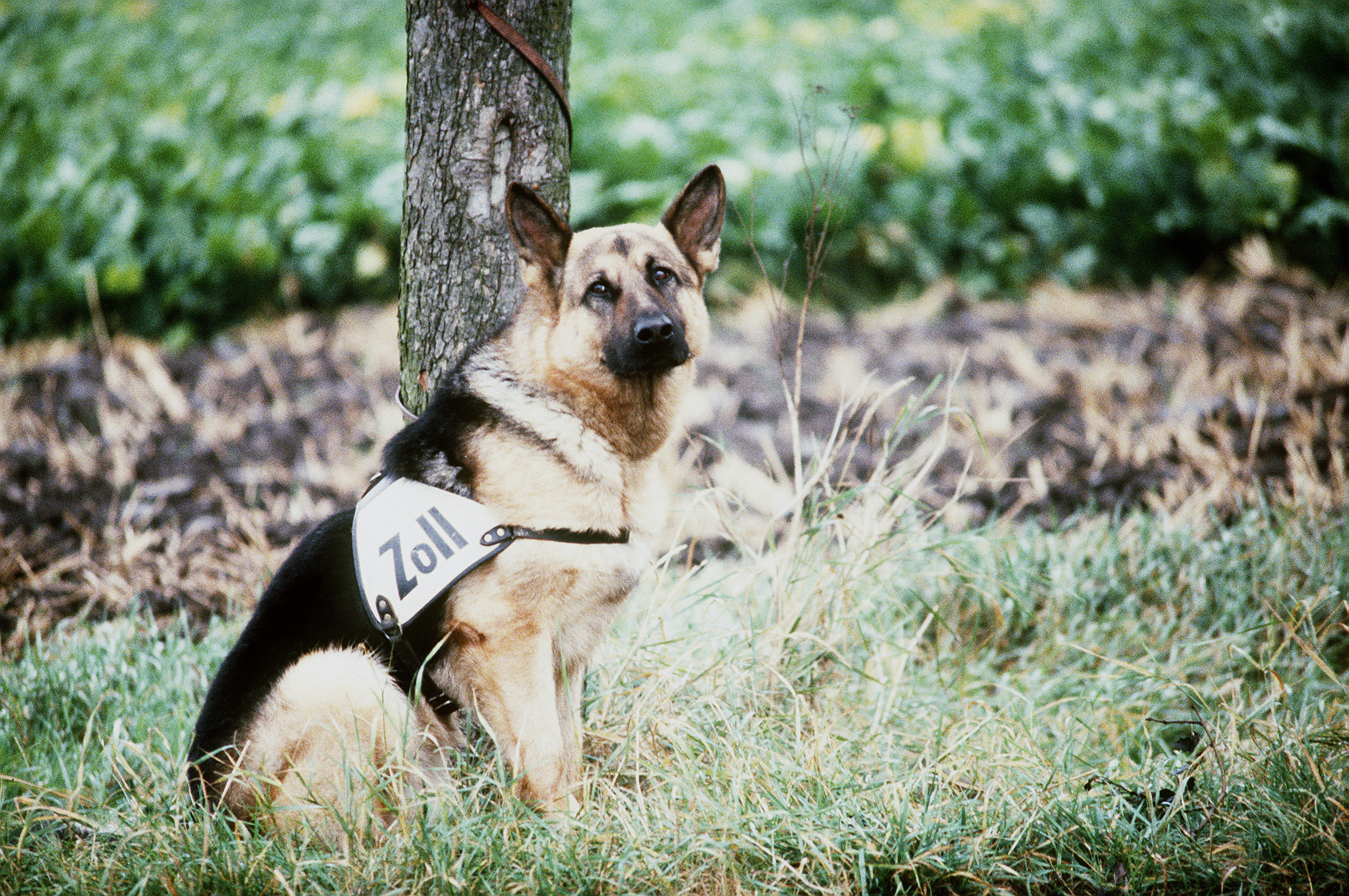
Polizeihund mit Kennzeichnungsweste
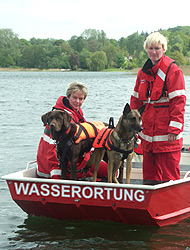
Rettungshunde
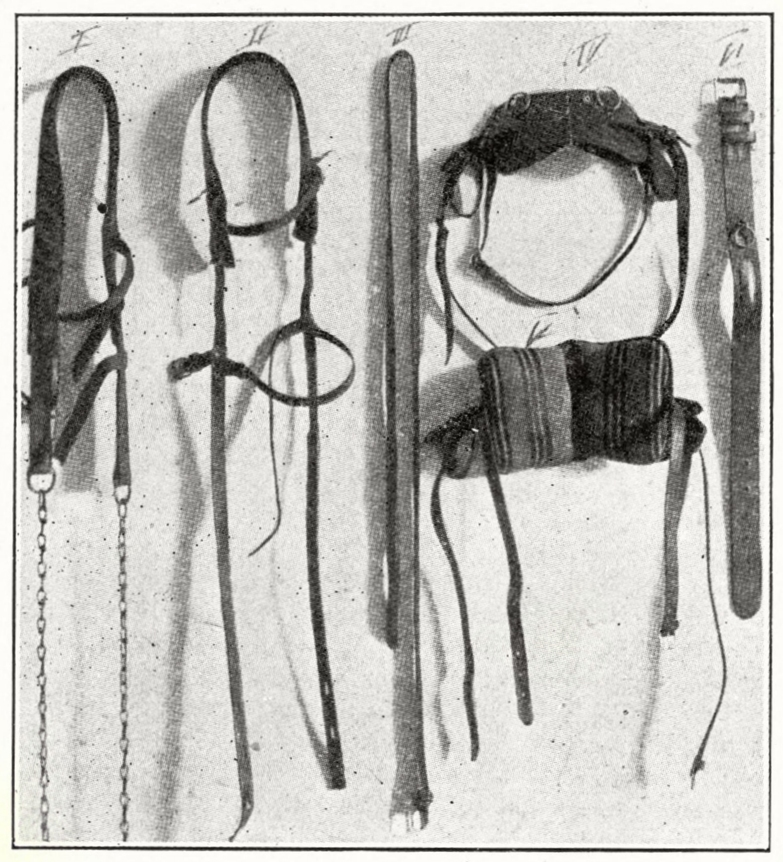
Verschiedene Hundegeschirre um 1915
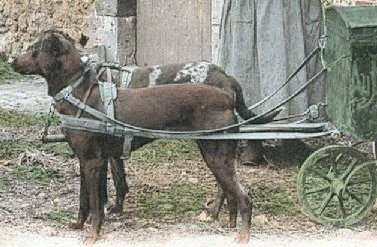
Eingeschirrte Hunde vor einem Postwagen in Frankreich Anfang des 20. Jh.
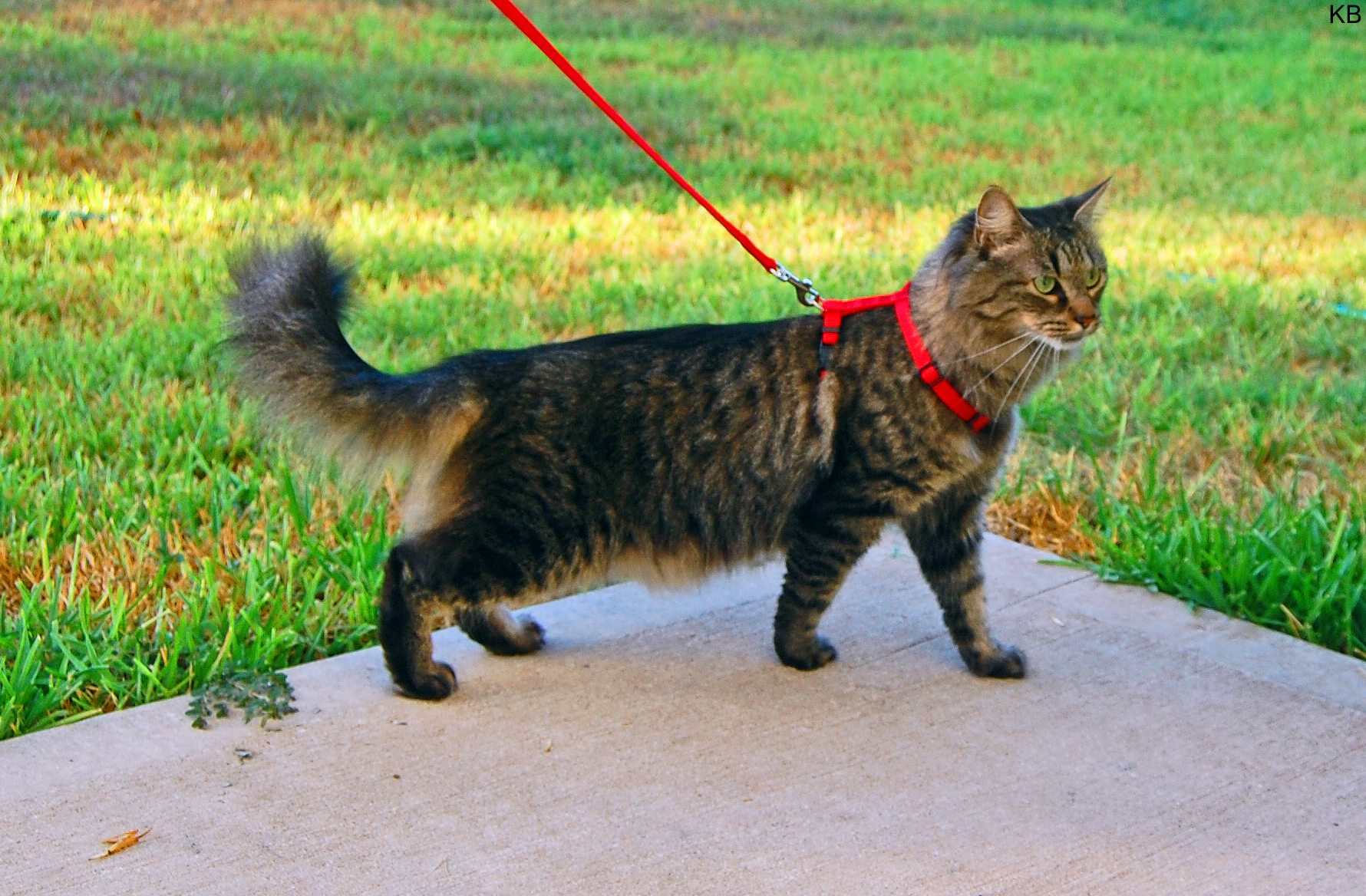
Mit einem Geschirr geführte Katze

## Aufbau und Material
Brustgeschirre bestehen aus unterschiedlich zusammengesetzten Elementen. Je nachdem wie Brustgurt, Bauchgurt, Rückensteg, Bauchsteg, Verbindungsringe und Verschlüsse angeordnet sind, können folgende Formen unterschieden werden:
- H‑Form mit Brust- und Bauchgurt, Rücken- und Bauchsteg. Der Verschluss befindet sich seitlich am Bauchgurt.
- H‑Form ohne Bauchsteg. Diese Form findet sich häufig für Katzen- und Kaninchengeschirre.
- Y‑Form mit Brust- und Bauchgurt und Bauchsteg. Der Verschluss befindet sich oben zwischen den Schulterblättern. Diese Art von Geschirr wird auch Step-in Geschirr genannt, da es nicht über den Kopf des Tieres gezogen wird.
- Norweger mit Bauchgurt und waagerecht verlaufendem Brustgurt, ohne Rücken- und Bauchsteg. Der Verschluss liegt seitlich am Bauchgurt.[3]
- Kreuzgeschirr
- Sicherheitsgeschirr, Panikgeschirr meist in H‑Form mit zusätzlichem Gurt im Bauchbereich[4]
- Trekkinggeschirr
- Zuggeschirr (X‑Back Geschirr)[5]

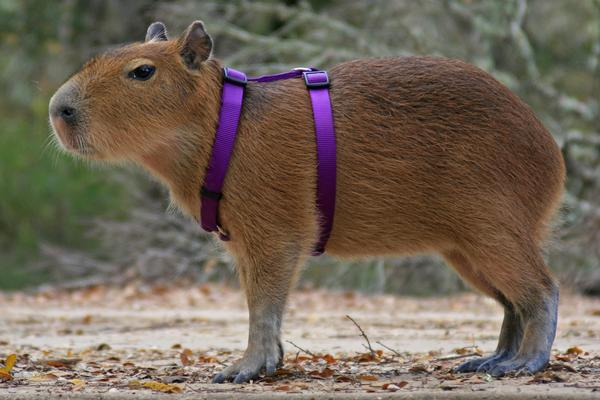
H‑Form
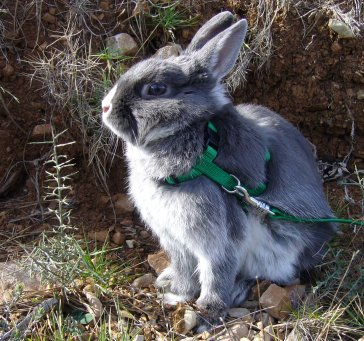
H‑Form ohne Bauchsteg
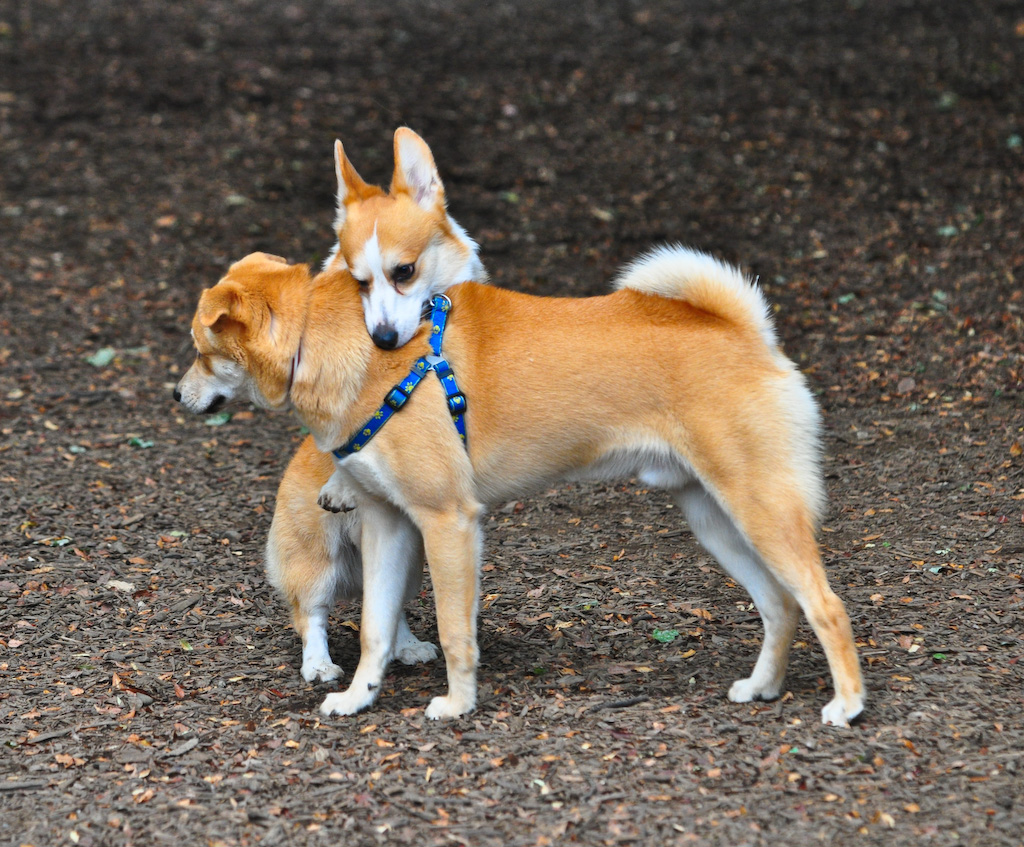
Y‑Form
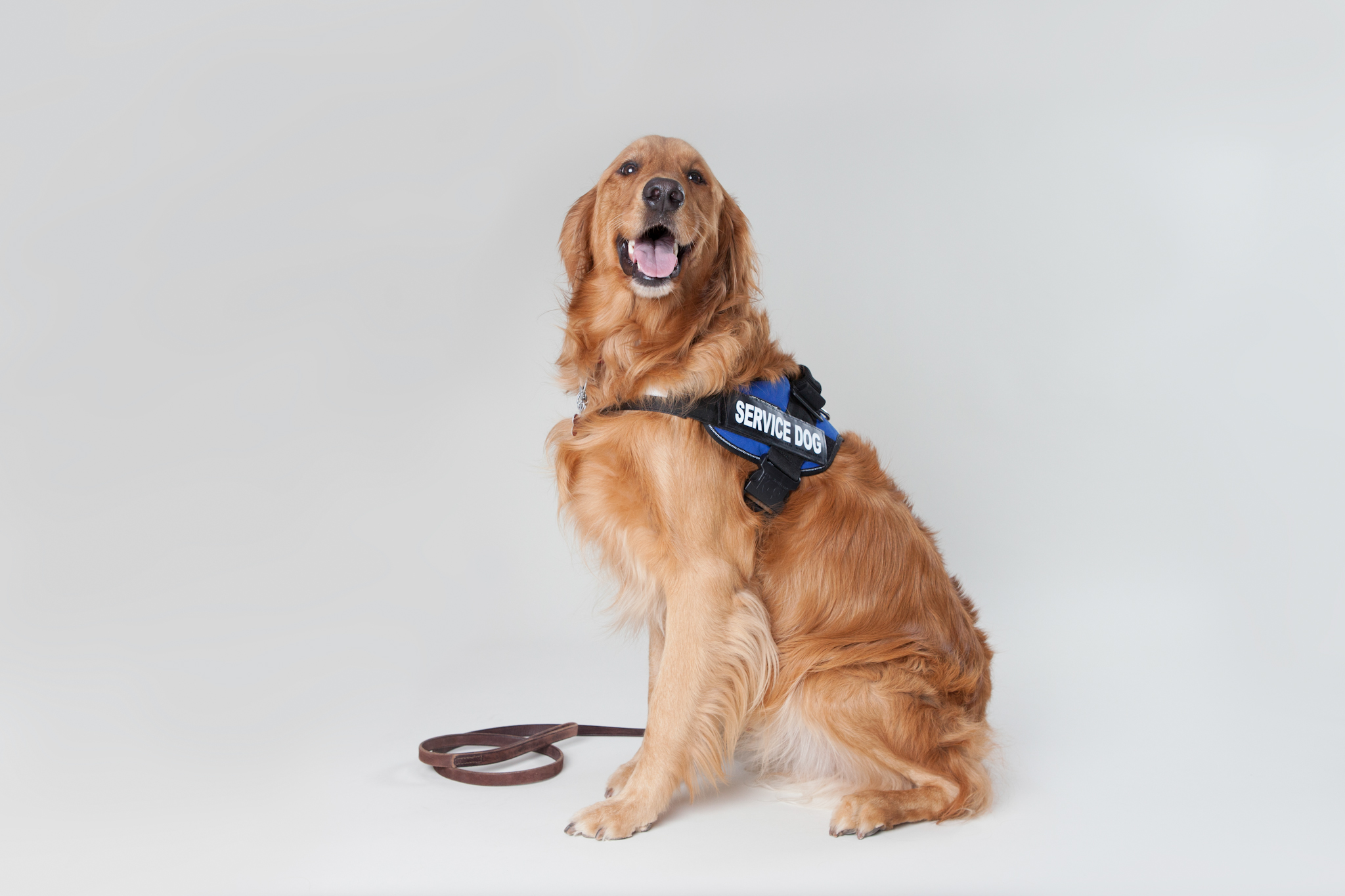
Norweger mit Sattel und  Beschriftung
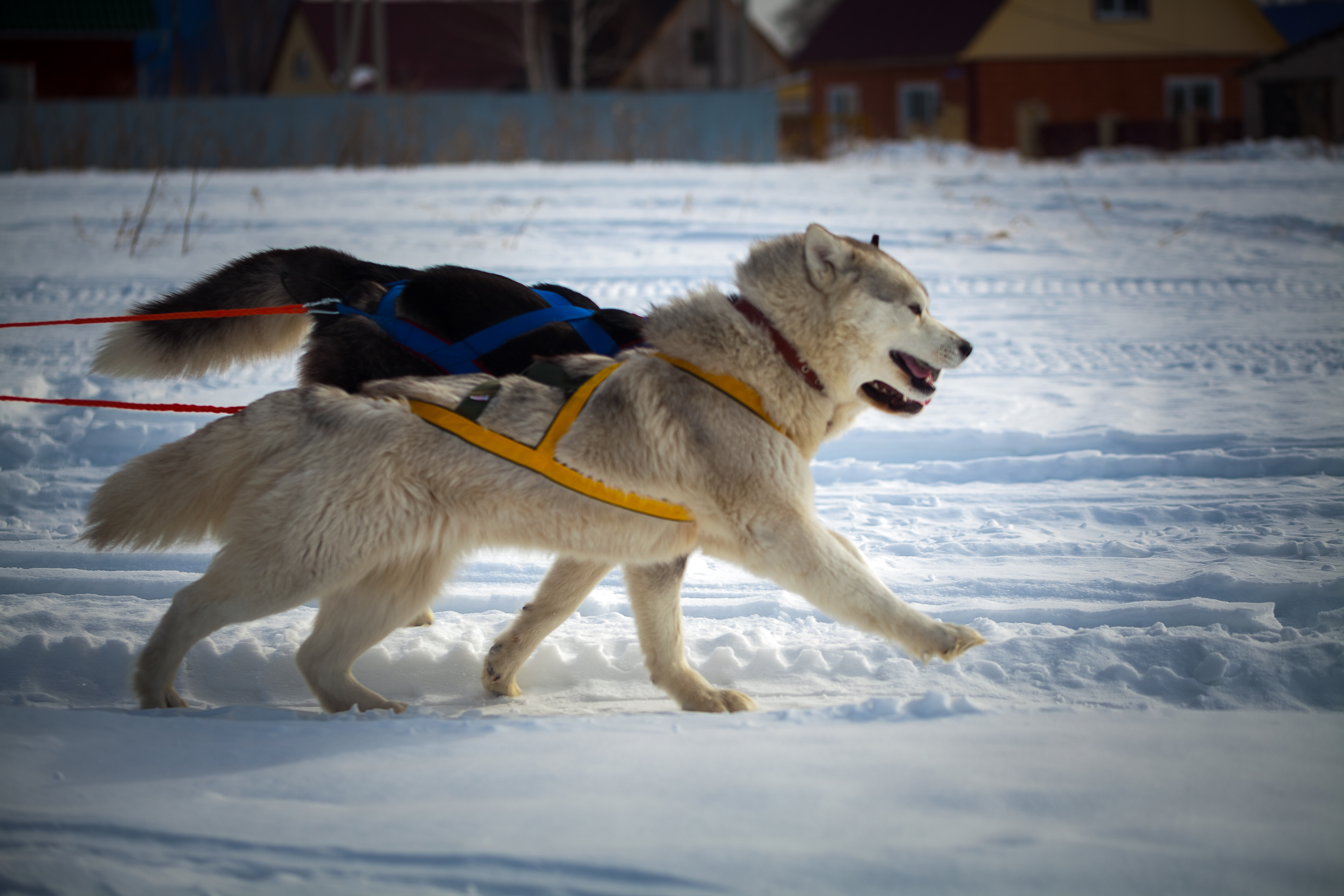
Zuggeschirre

Als Materialien werden gewebte Kunstfasern (Nylon), Naturfasern (Baumwolle, Hanf), sowie Kunstleder, Leder oder andere Materialien eingesetzt. Die Verschlüsse, Schieber und Ringe werden aus Kunststoff oder Metall gefertigt. Zur Unterfütterung der Gurte werden zum Beispiel Fleece, Neopren oder Baumwolle verwendet.

## Gesundheitliche Aspekte
Mit einem Geschirr, bei dem der Halsbereich freigehalten wird, wenn der Hund an der Leine zieht oder zurückgezogen werden muss, werden Druckbelastungen an der Luftröhre vermieden, die die Atmung einschränken und bei Hunden mit entsprechender Veranlagung einen Trachealkollaps auslösen können. Als Alternative zum Hundehalsband dient ein Brustgeschirr der Vorbeugung und es ist für Hunde unerlässlich, die bereits an einer Neigung zu Trachealkollaps leiden.